# 尾身茂
尾身 茂（おみ しげる、1949年〈昭和24年〉6月11日 - ）は、日本の医師、医学者（地域医療・感染症・国際保健）、厚生官僚、国際公務員。医学博士（自治医科大学・1990年）。東京都中野区出身。
独立行政法人地域医療機能推進機構の初代理事長、世界保健機関（WHO）西太平洋地域事務局名誉事務局長、自治医科大学名誉教授を歴任し、新型コロナウイルス感染症の世界的流行を受けて厚生労働省新型コロナウイルス感染症対策アドバイザリーボード構成員、新型インフルエンザ等対策閣僚会議新型インフルエンザ等対策有識者会議会長兼新型コロナウイルス感染症対策分科会長も務めた。
東京都立墨東病院や伊豆諸島の診療所での勤務を経て、自治医科大学医学部助手となり、厚生省保険局医療課に勤めたのちWHO西太平洋地域事務局事務局長（第5代）、自治医科大学地域医療学センター教授、WHO執行理事、独立行政法人年金・健康保険福祉施設整理機構理事長（第2代）、世界保健総会会長なども務めた。

## 概要

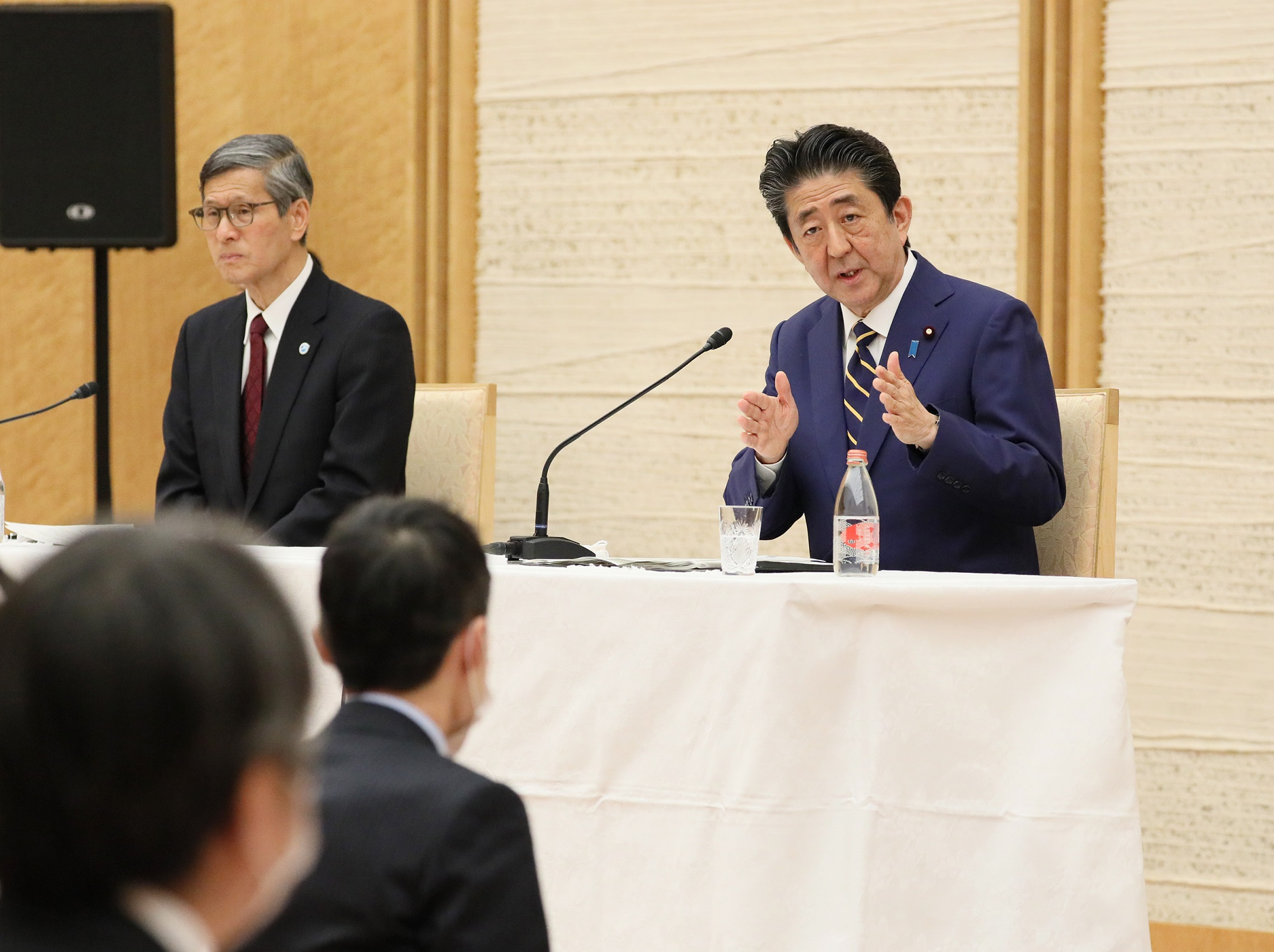
2020年4月7日、総理大臣官邸にて、内閣総理大臣安倍晋三（右）と。

医師であるとともに、地域医療、感染症、国際保健などを専門とする医学者でもある。自治医科大学卒業後、地域医療の現場で医師として活動したのち厚生省を経て世界保健機関（WHO）に入る。西太平洋地域での急性灰白髄炎（ポリオ）根絶に向けたプロジェクトを指揮し、根絶後はWHO西太平洋地域事務局の事務局長に就任する。西太平洋地域事務局長在任中、イ・ジョンウク（リー・ジョンウォック）WHO事務局長の急逝に伴う後任事務局長選挙の候補者に日本国政府から擁立されるも、落選。西太平洋地域事務局長退任後は、自治医科大学で教鞭を執った。その後、年金・健康保険福祉施設整理機構や地域医療機能推進機構の理事長を務めた。厚生労働省顧問、名誉WHO西太平洋地域事務局長、自治医科大学名誉教授、内閣府「野口英世アフリカ賞」委員会委員、NPO法人「全世代」代表理事といった各種役職も兼任した。
2019年の新型コロナウイルス感染症の流行に伴い、新型コロナウイルス感染症対策本部の下に新設された新型コロナウイルス感染症対策専門家会議の副座長を務めた。新型インフルエンザ等対策閣僚会議の新型インフルエンザ等対策有識者会議においては会長を務め、基本的対処方針等諮問委員会の委員長も兼務していたことから、新型コロナウイルスに対する緊急事態宣言の妥当性について新型インフルエンザ等対策特別措置法に基づき審議した。2022年12月12日には自らも感染していたことが判明した。

## 来歴

### 生い立ち
1949年（昭和24年）6月11日、東京生まれ。尾身の父・定次は日本鋼管（現：JFEスチール）の工場でクレーン（起重機）の操作員をしていた。兄・一郎は東京大学法学部卒業後、朝日新聞社ロンドン特派員・論説委員や朝日新聞アメリカ社代表取締役社長を務めた。
中野区立中野昭和小学校、中野区立第三中学校を経て、東京教育大学附属駒場高等学校に進学した。高校在学中にAmerican Field Serviceの交換留学生に選ばれ、1967年（昭和42年）からアメリカ合衆国に留学した。アメリカ合衆国では、ニューヨーク州セントローレンス郡ポツダム町の高校に通った。1968年（昭和43年）の夏に帰国したが、当時は学生運動が激化していた時期であり、志望していた東京大学も東大紛争の煽りを受け入学試験を中止する事態となった。これを受け、1969年（昭和44年）に慶應義塾大学法学部法律学科に進学した。当初は外交官や商社マンになりたいと考えていたが、医学者である内村祐之の『わが歩みし精神医学の道』に衝撃を受け、医学部再受験を志す。1971年（昭和46年）、慶應義塾大学を中途退学する。自治医科大学が新設されるとの報を聞き、日本の地域医療のメッカを目指すという同大学の方針に賛同し、第一志望とする。1972年（昭和47年）4月、自治医科大学医学部に1期生として入学した。1978年（昭和53年）、同大学を卒業した。

### 医師・医学者
大学卒業後は東京都立墨東病院に研修医として勤務したのち、東京都の伊豆七島を中心とする僻地・地域医療に従事した。自治医科大学で医学部の助手となり、予防生態学を受け持った。1990年（平成2年）には、B型肝炎の分子生物学的研究により医学博士の学位を取得。

### 官界
厚生省で技官となり、保険局の医療課に勤務した。フィリピン共和国のマニラ都マニラ市に所在する世界保健機関(WHO)の西太平洋地域事務局に入り、感染症対策部の部長等を歴任した。域内の感染症制圧に尽力し、WHOは西太平洋地域からのポリオ根絶を達成した。これらの実績が評価され西太平洋地域事務局の事務局長候補に推され、3期目を目指していた韓相泰を破り初当選を果たす。1999年（平成11年）、WHOの西太平洋地域事務局で、第5代事務局長に正式に就任した。西太平洋地域事務局長在任中の2006年、イ・ジョンウク（リー・ジョンウォック）WHO事務局長の急逝に伴う後任事務局長選挙の候補者に日本国政府から擁立されるも、中国が推薦した（香港出身の）マーガレット・チャンWHO事務局長補（感染症担当）に敗れ落選した。西太平洋地域事務局長退任後、WHOより西太平洋地域事務局の名誉事務局長の称号が贈られた。

### 退官後

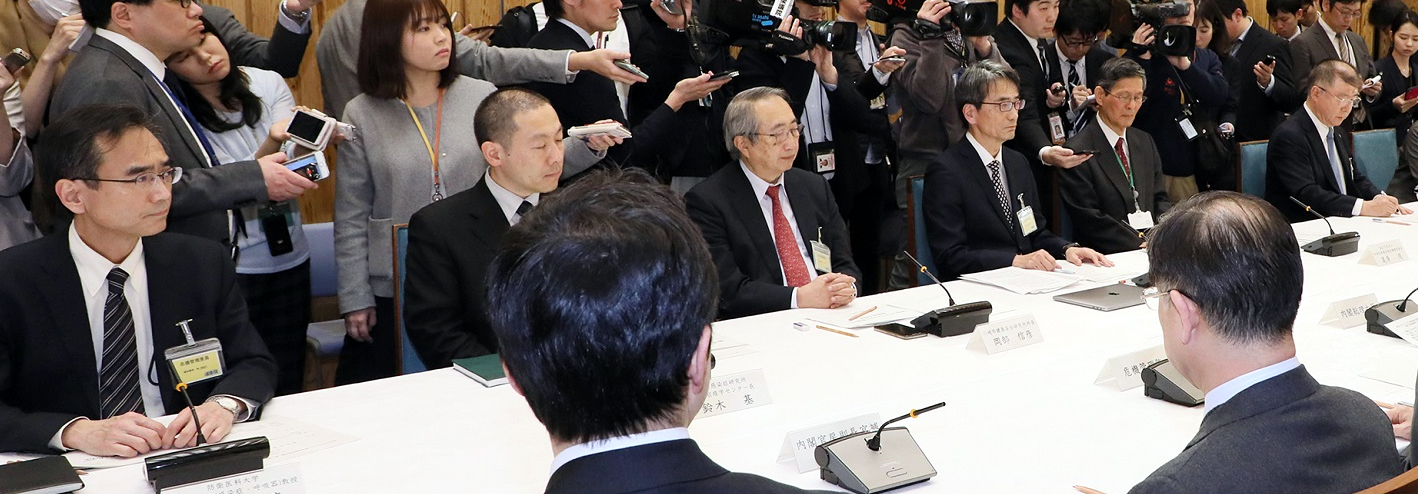
2020年2月16日、新型コロナウイルス感染症対策本部新型コロナウイルス感染症対策専門家会議の会合にて構成員らと。（画像右奥）

日本に帰国後、2009年（平成21年）から自治医科大学地域医療学センター教授を務め、世界保健機関の執行理事を兼任した。2012年（平成24年）4月に独立行政法人年金・健康保険福祉施設整理機構理事長に就任した。同機構が地域医療機能推進機構へ改組するにあたり、準備の陣頭指揮した。2014年（平成26年）4月、地域医療機能推進機構が発足すると、引き続き理事長に就任した。その傍ら、様々な役職を兼任していた。2012年（平成24年）8月、新型インフルエンザ等対策閣僚会議の下に新型インフルエンザ等対策有識者会議が新設されると、会長を兼任した。新型インフルエンザ等対策有識者会議の下に置かれる基本的対処方針等諮問委員会においては、その委員長も兼任した。そのほか、2013年（平成25年）5月に開催された世界保健総会で会長を務めた。2020年（令和2年）2月14日に、新型コロナウイルス感染症対策本部の下に新設された新型コロナウイルス感染症対策専門家会議で副座長を兼任した。2022年3月25日、後藤茂之厚生労働大臣は尾身が3月末で地域医療機能推進機構の理事長を退任すると明らかにした。

## 業績

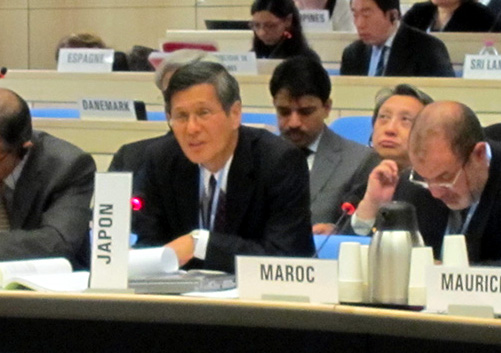
2011年1月、世界保健機関執行理事会の会合にて。

尾身の業績の一つは、西太平洋地域において急性灰白髄炎（ポリオ）の根絶を指揮したことである。この業績により、1998年の世界保健機関 (WHO) 西太平洋地域事務局事務局長選挙に日本政府から擁立され、当選。その後、再選され約10年間務めた。在任中は重症急性呼吸器症候群（SARS）対策で陣頭指揮を執った。これら（「アジア地域における感染症対策等の陣頭指揮」「東アジアを含む西太平洋地域からポリオを撲滅する上で発揮した指導力」「SARS勃発の際の迅速・機敏な対応」）を評価され、西太平洋地域事務局長在任中の2006年5月、イ・ジョンウク（リー・ジョンウォック）WHO事務局長の急逝に伴う後任の事務局長を選出する選挙の候補者に日本国政府から擁立されるも、中国が推薦した（香港出身の）マーガレット・チャン世界保健機関事務局長補（感染症担当）に敗れ落選した。 2009年2月、母校の自治医科大学教授に就任し後進の指導にあたった。
2009年新型インフルエンザパンデミックの際、政府の新型インフルエンザ対策本部専門家諮問委員会の委員長に任命された。既に政府によって始められていた水際作戦から、重点を地域感染対策に移すべきこと、パンデミック初期には広範に学校閉鎖を実施すべきこと、ワクチンの優先接種グループなどについて提言した。
2014年からは、日本初の新たな医薬品や診断キットの国際的普及を目指した官民学一体の「アジア・アフリカ感染症会議」議長を務めている。
2016年、国際的な公衆衛生危機対応タスクフォースメンバー（国連議長からの要請）。

## 略歴
- 1949年 - 東京都で誕生。

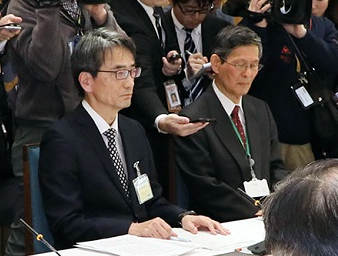
2020年2月16日、新型コロナウイルス感染症対策本部新型コロナウイルス感染症対策専門家会議の会合にて座長脇田隆字（左）と

- 1969年 - 東京教育大学附属駒場高校卒業[12]。
- 1971年 - 慶應義塾大学法学部法律学科中退。
- 1978年 - 自治医科大学医学部卒業[12]。
- 1987年 - 自治医科大学医学部助手[12]。
- 1990年 - 世界保健機関（WHO）西太平洋地域事務局感染症対策部部長[12]。
- 1999年 - 世界保健機関西太平洋地域事務局事務局長[12]。
- 2006年 - 世界保健機関事務局長選挙候補者（日本国政府が擁立／落選）[4][14][15][16]。
- 2009年
  - 自治医科大学地域医療学センター教授[12]。
  - 世界保健機関執行理事[12]。
- 2012年
  - 年金・健康保険福祉施設整理機構理事長[12]。
  - 新型インフルエンザ等対策閣僚会議新型インフルエンザ等対策有識者会議会長。
- 2013年
  - 世界保健総会（英語版）会長[20]。
  - 国立国際医療研究センター顧問[12]。
- 2014年 - 地域医療機能推進機構理事長[12]。
- 2016年 - 国際連合国際的な公衆衛生危機対応タスクフォース委員[12]。
- 2020年
  - 厚生労働省新型コロナウイルス感染症対策アドバイザリーボード構成員。
  - 新型コロナウイルス感染症対策本部新型コロナウイルス感染症対策専門家会議副座長[22][23]。
  - 新型インフルエンザ等対策閣僚会議新型インフルエンザ等対策有識者会議新型コロナウイルス感染症対策分科会長[28]。
- 2022年 - 結核予防会理事長[29]。

## 賞歴

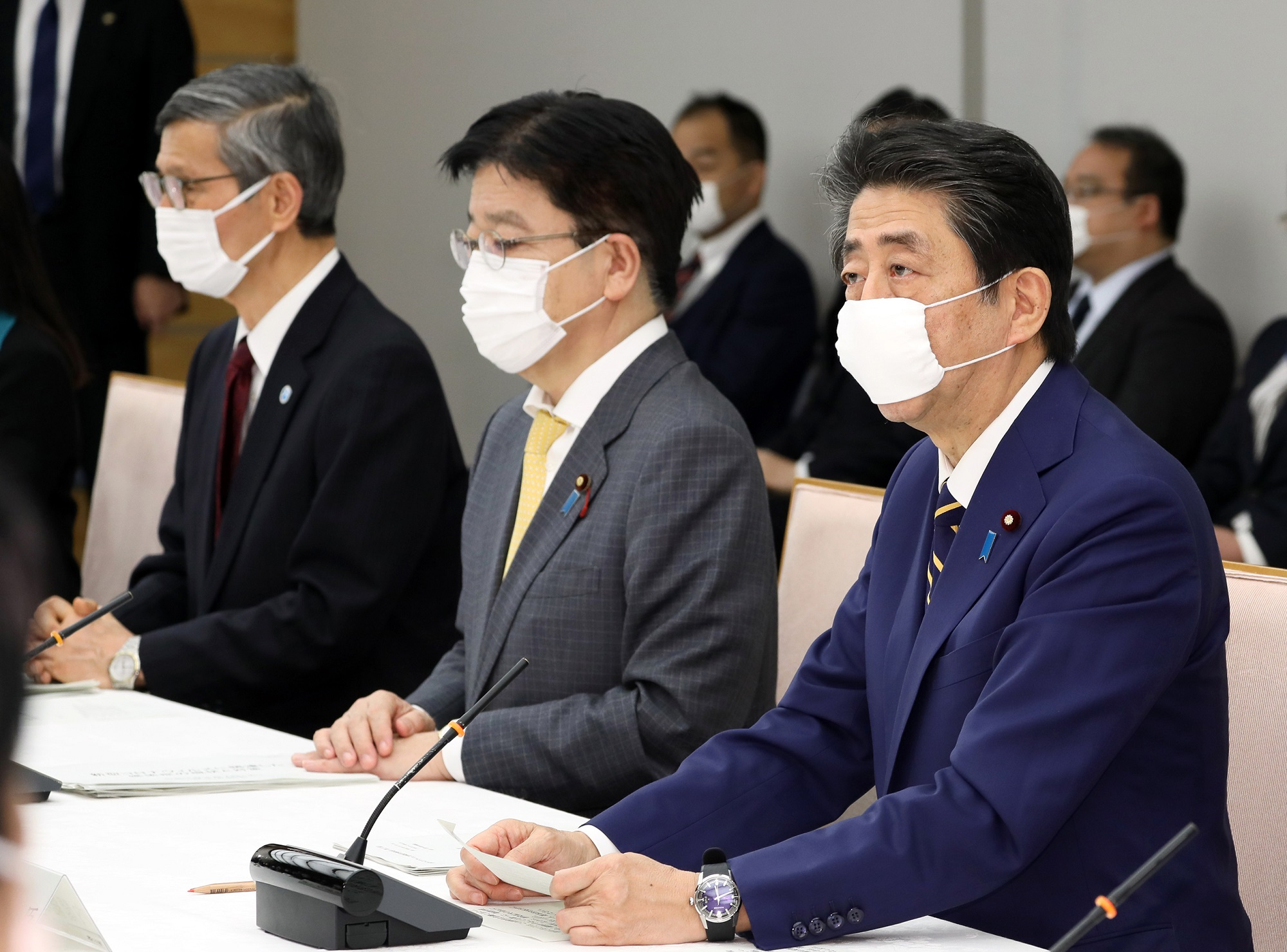
2020年4月7日、新型コロナウイルス感染症対策本部の会合にて内閣総理大臣安倍晋三（右）、厚生労働大臣加藤勝信（中央）と

- 2000年 - ベトナム社会主義共和国名誉国民賞[30]。
- 2001年 - 小島三郎記念文化賞[30]。
- 2002年 - 香港地域医療学会名誉特別専門医[30]。
- 2004年 - 慶應義塾大学特選塾員。
- 2008年 - ラオス人民民主共和国国民栄誉賞。
- 2009年 - 小児麻痺根絶貢献賞[30]。

## 著作
論文・報告書
- Omi.S. Polio Eradication: Western Pacific Region, ISBN 92 9061 000 X. 2000
- Omi.S. SARS: How a global epidemic was stopped, ISBN 92 9061 213 4.  WHO. 2006 (日本語訳：SARS いかに世界的流行を止められたか 財団法人結核予防会 監修：押谷仁)
- 尾身茂、岡部信彦、河岡義裕、川名明彦、田代眞人「パンデミック（H1N1）2009－我が国の対策の総括と今後の課題―」『公衆衛生』Vol．74（8）医学書院 2010年
- 尾身茂「医療の輪が世界を救う」（『医の未来』〈2011 岩波新書・矢崎義雄編〉第5章）

著作
- 『WHOをゆく』 医学書院 2011年 ISBN 978-4-260-01427-4
- 『1100日間の葛藤 新型コロナ・パンデミック、専門家たちの記録』 日経BP 2023 ISBN 978-4-296-20255-3

## 関連書籍
- 牧原出、坂上博『きしむ政治と科学　コロナ禍、尾身茂氏との対話』中央公論新社 2023年 ISBN 978-4-12-005677-2